# Нетопырёвые

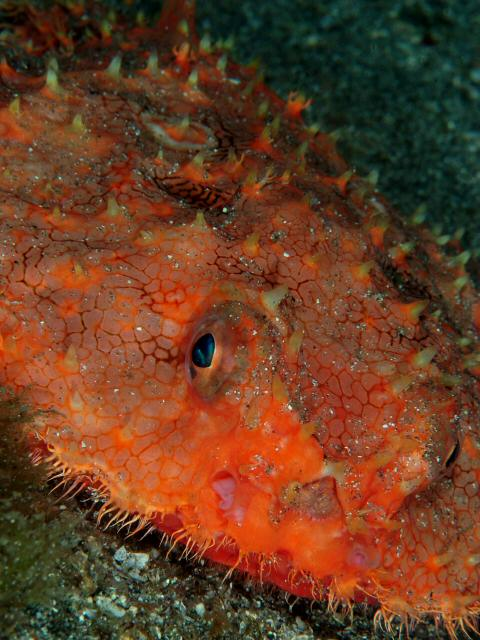
Halieutaea stellata

Нетопырёвые (лат. Ogcocephalidae) — семейство лучепёрых рыб из отряда удильщикообразных, или морских чертей (Lophiiformes). Распространены широко, кроме Средиземного моря. Живут в субтропических и тропических морях, на дне, чаще на глубине до 100 м. Виды рода Ogcocephalus предпочитают мелководье.

## Классификация
10 родов, 79 видов.
- Целофрисы (Coelophrys)[2]
  - Филиппинский целофрис (Coelophrys arca) (Smith & Radcliffe, 1912)
  - Coelophrys bradburyae (Endo & Shinohara, 1999)
  - Coelophrys brevicaudata (Brauer, 1902)
  - Coelophrys brevipes (Smith & Radcliffe, 1912)
  - Coelophrys mollis (Smith & Radcliffe, 1912)
  - Coelophrys oblonga (Smith & Radcliffe, 1912)
- Дибранхи (Dibranchus)
  - Dibranchus accinctus (Bradbury, 1999)
  - Атлантический дибранх (Dibranchus atlanticus) (Peters, 1876)
  - Dibranchus cracens (Bradbury, McCosker & Long, 1999)
  - Dibranchus discors (Bradbury, McCosker & Long, 1999)
  - Dibranchus erinaceus (Garman, 1899)
  - Dibranchus hystrix (Garman, 1899)
  - Dibranchus japonicus (Amaoka & Toyoshima, 1981)
  - Dibranchus nasutus (Cuvier, 1829)
  - Dibranchus nudivomer (Garman, 1899)
  - Dibranchus sparsus (Garman, 1899)
  - Dibranchus spinosus (Garman, 1899)
  - Dibranchus spongiosa (Gilbert, 1890)
  - Dibranchus tremendus (Bradbury, 1999)
  - Dibranchus velutinus (Bradbury, 1999)
- Тупорылые рыбы-лопаты (Halicmetus)
  - Halicmetus niger Ho, Endo & Sakamaki 2008
  - Японская тупорылая рыба-лопата (Halicmetus reticulatus) (Smith & Radcliffe, 1912)
  - Индийская тупорылая рыба-лопата (Halicmetus ruber) (Alcock, 1891)
- Круглые рыбы-лопаты (Halieutaea)
  - Австралийская рыба-лопата (Halieutaea brevicauda) (Ogilby, 1910)
  - Андаманский дисковый нетопырь (Halieutaea coccinea) (Alcock, 1889)
  - Круглая рыба-лопата (Halieutaea fitzsimonsi) (Gilchrist & Thompson, 1916)
  - Североиндоокеанский дисковый нетопырь (Halieutaea fumosa) (Alcock, 1894)
  - Южноафриканская рыба-лопата (Halieutaea hancocki) (Regan, 1908)
  - Индийская рыба-лопата (Halieutaea indica) (Annandale & Jenkins, 1910)
  - Halieutaea nigra (Alcock, 1891)
  - Сетчатый дисковый нетопырь (Halieutaea retifera) (Gilbert, 1905)
  - Красный дисковый нетопырь (Halieutaea stellata) (Swainson, 1839)
- Лопаточные нетопыри (Halieutichthys)
  - Острошипый лопаточный нетопырь (Halieutichthys aculeatus) (Mitchill, 1818)
  - Halieutichthys bispinosus (Ho, Chakrabarty & Sparks, 2010)
  - Halieutichthys caribbaeus Garman, 1896
  - Halieutichthys intermedius (Ho, Chakrabarty & Sparks, 2010)
- Лопаточники (Halieutopsis)
  - Halieutopsis andriashevi (Bradbury, 1988)
  - Halieutopsis bathyoreos (Bradbury, 1988)
  - Halieutopsis galatea (Bradbury, 1988)
  - Halieutopsis ingerorum (Bradbury, 1988)
  - Halieutopsis margaretae (Ho & Shao, 2007)
  - Индоокеанский лопаточник (Halieutopsis micropa) (Alcock, 1891)
  - Halieutopsis simula (Smith & Radcliffe, 1912)
  - Halieutopsis stellifera (Smith & Radcliffe, 1912)
  - Halieutopsis tumifrons (Garman, 1899)
  - Червеобразный лопаточник (Halieutopsis vermicularis) (Smith & Radcliffe, 1912)
- Острорылые рыбы-лопаты (Malthopsis)
  - Китайская острорылая рыба-лопата (Malthopsis annulifera) (Tanaka, 1908)
  - Malthopsis gnoma (Bradbury, 1998)
  - Острорылая рыба-лопата Джордана (Malthopsis jordani) (Gilbert, 1905)
  - Индийская острорылая рыба-лопата (Malthopsis lutea) (Alcock, 1891)
  - Шапочная рыба-лопата (Malthopsis mitrigera) (Gilbert & Cramer, 1897)
  - Диадемная рыба-лопата (Malthopsis tiarella) (Jordan, 1902)
- Нетопыри (Ogcocephalus)
  - Ogcocephalus corniger (Bradbury, 1980)
  - Флоридский нетопырь (Ogcocephalus cubifrons) (Richardson, 1836)
  - Нетопырь Дарвина (Ogcocephalus darwini) (Hubbs, 1958)
  - Ogcocephalus declivirostris (Bradbury, 1980)
  - Вест-индский нетопырь (Ogcocephalus nasutus) (Cuvier, 1829)
  - Бразильский нетопырь (Ogcocephalus notatus) (Valenciennes, 1837)
  - Ogcocephalus pantostictus (Bradbury, 1980)
  - Западноатлантический нетопырь (Ogcocephalus parvus) (Longley & Hildebrand, 1940)
  - Кокосовый нетопырь (Ogcocephalus porrectus) (Garman, 1899)
  - Ogcocephalus pumilus (Bradbury, 1980)
  - Исчерченный нетопырь (Ogcocephalus radiatus) (Mitchill, 1818)
  - Ogcocephalus rostellum (Bradbury, 1980)
  - Длиннорылый нетопырь (Ogcocephalus vespertilio) (Linnaeus, 1758)
- Solocisquama
  - Solocisquama carinata (Bradbury, 1999)
  - Solocisquama erythrina (Gilbert, 1905)
  - Solocisquama stellulata (Gilbert, 1905)
- Zalieutes
  - Zalieutes elater (Jordan & Gilbert, 1882)
  - Zalieutes mcgintyi (Fowler, 1952)

## Изображения

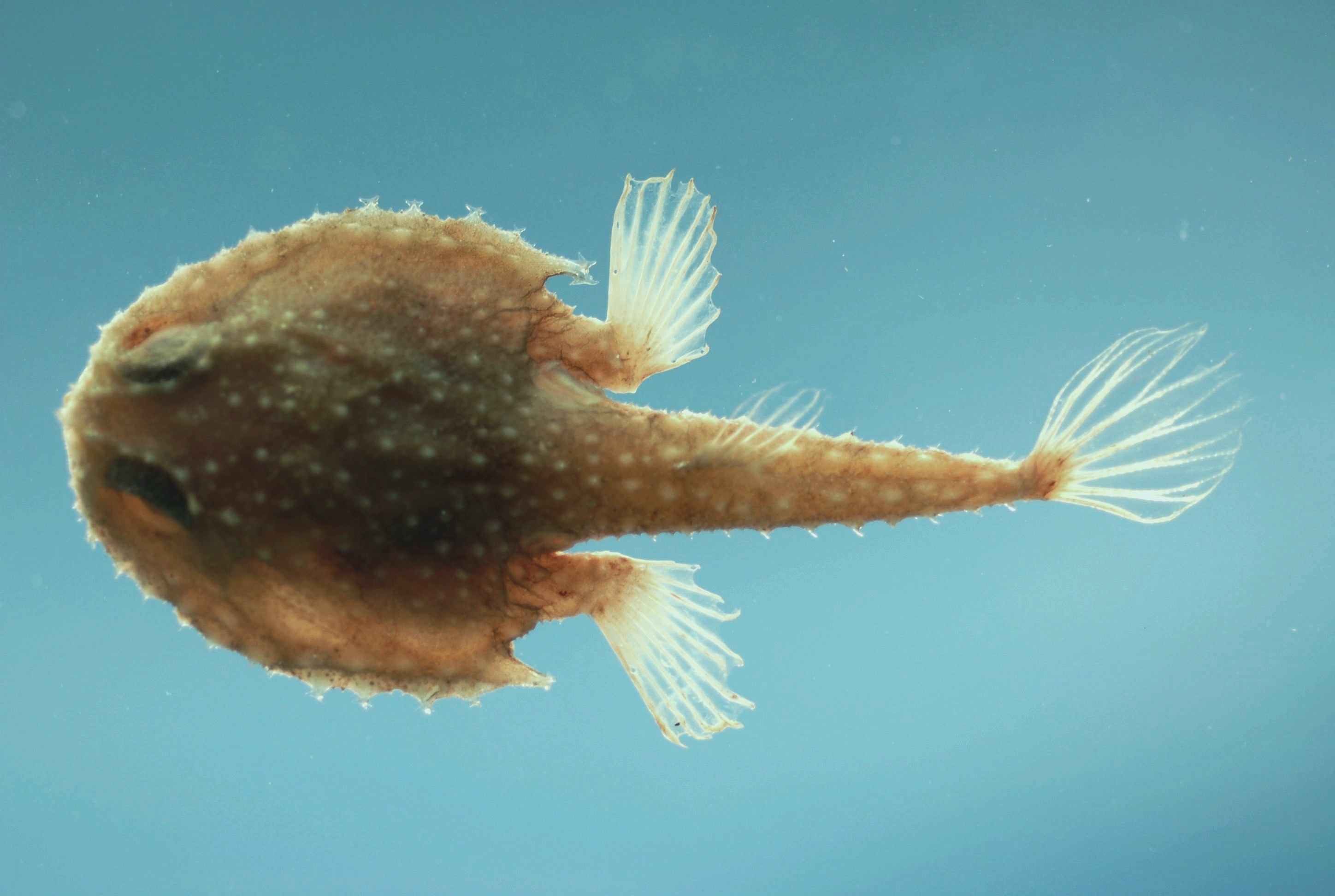
Dibranchus atlanticus
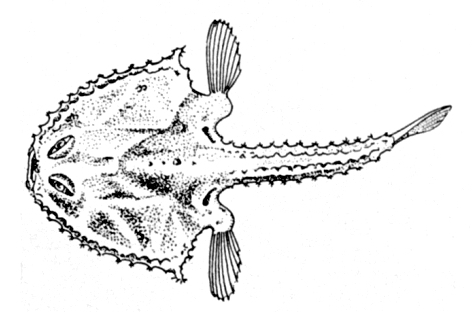
Halieutaea coccinea
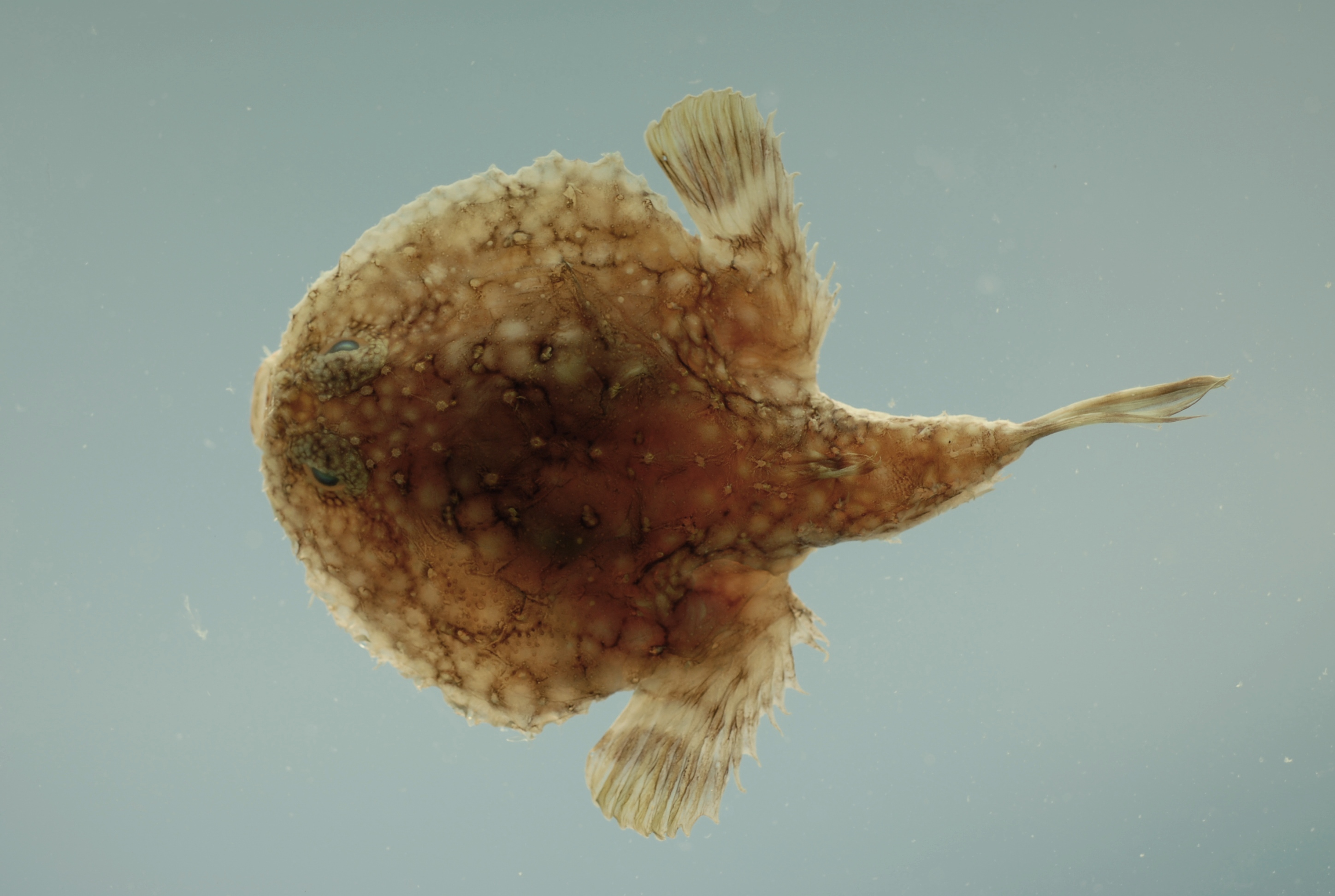
Halieutichthys aculeatus
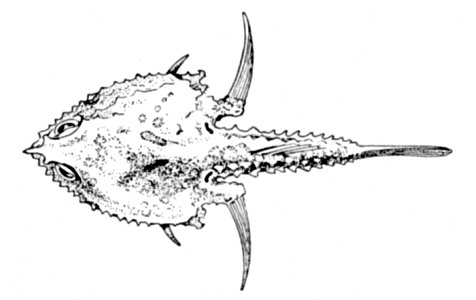
Malthopsis lutea
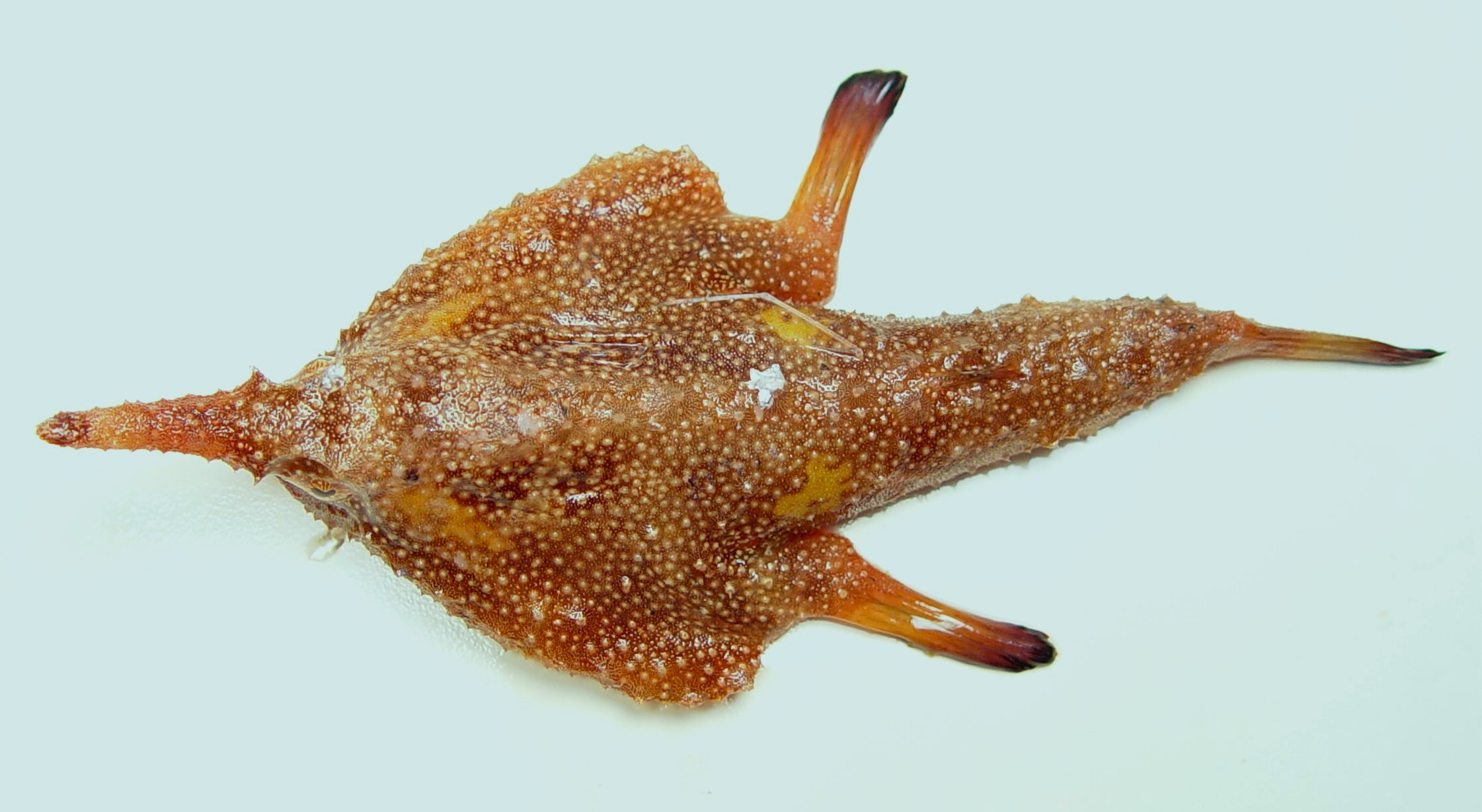
Ogcocephalus corniger
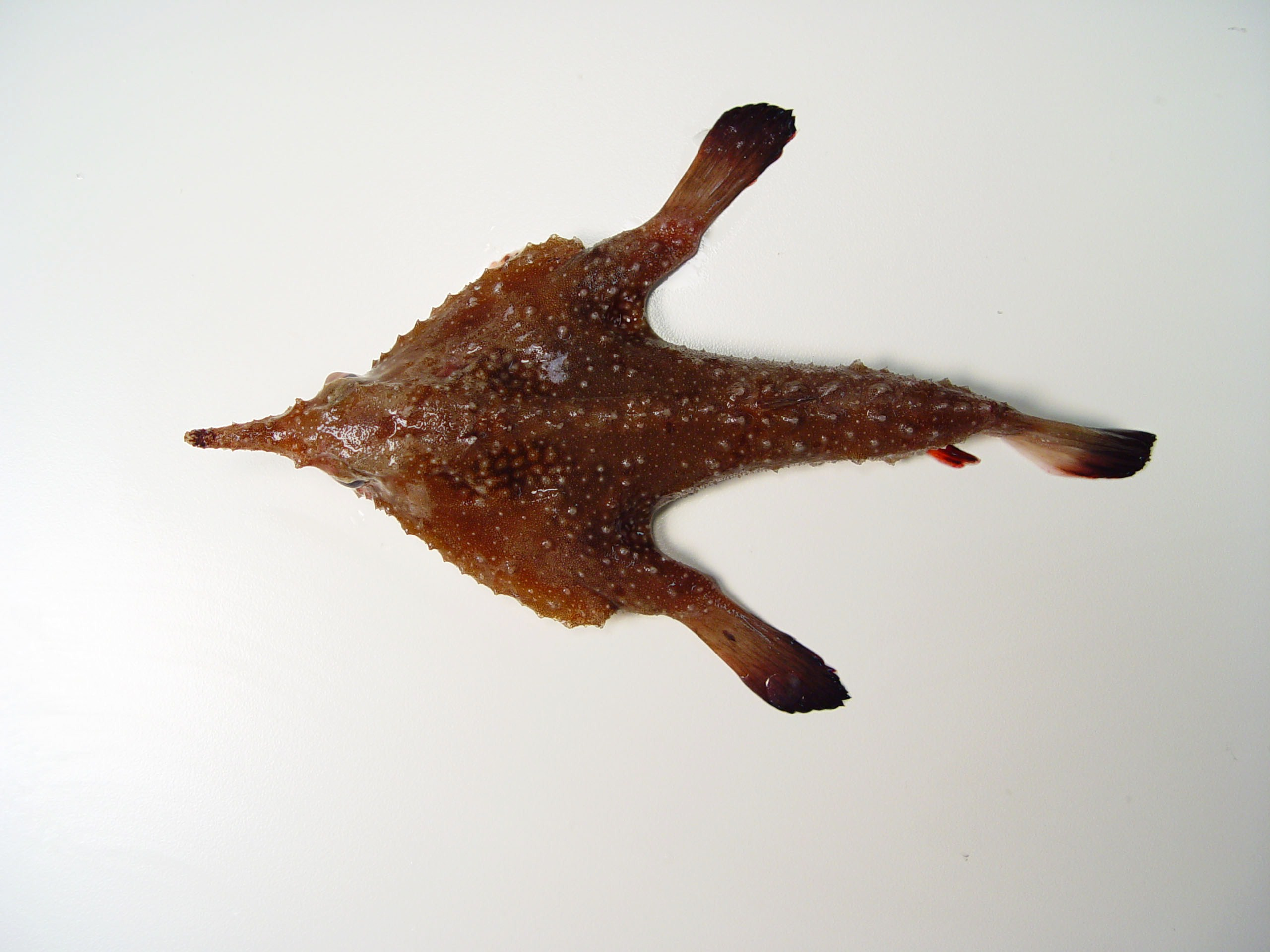
Ogcocephalus pumilus
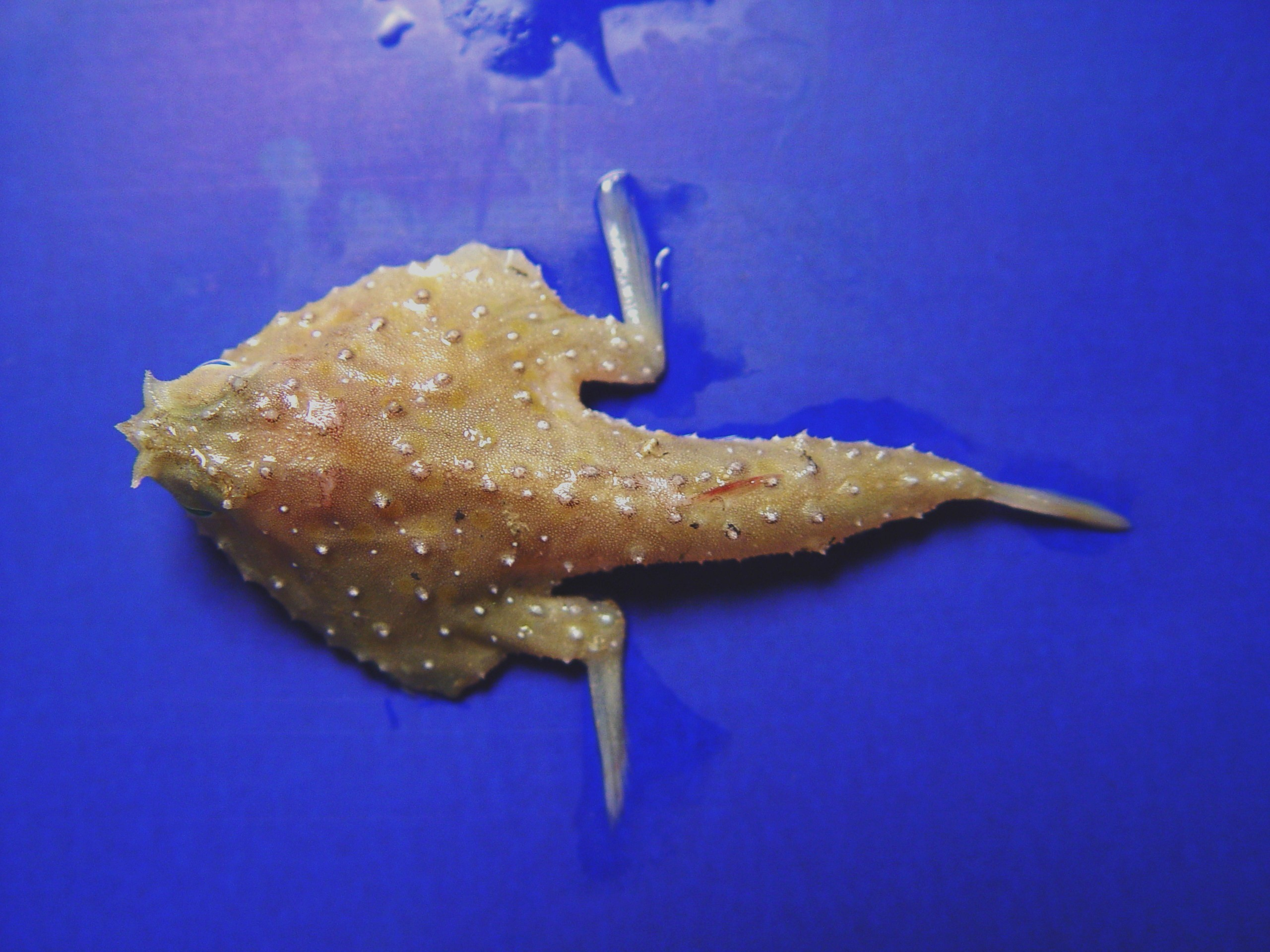
Zalieutes mcgintyi